# Taisto Tammi
Taisto Tammi, eg. Taisto Lundberg, född 10 december 1945 i Kuusankoski, död 5 februari 1979 i Tammerfors, var en finländsk schlagersångare. Han var den förste finländske romen att spela in en grammofonskiva. Han blev framför allt känd för sina tolkningar av Toivo Kärkis verk.

## Biografi
Taisto Tammis karriär tog fart efter att han 1962 vunnit en schlagertävling i Kotka. Han var mest populär i början av 1960-talet. Hans mest kända låtar då var ”Tango merellä” (svenska: "Tango till havs""), ”Tangotyttö” (svenska: "Tangoflickan") och ”Rakkauden rikkaus” (svenska: "Kärlekens rikedom"). Med den sistnämnda låten kandiderade han till Eurovision Song Contest 1964 i Finland.
Han avled en kort tid efter att ha tagits in för vård vid Tammerfors universitetssjukhus 1979, 33 år gammal.

## Diskografi
- Taisto Tammen tangoja (Finnlevy 1969)
- Taisto Tammi laulaa kotimaisia tangoja (Finnlevy 1975)
- Muistojeni ruusut (Finnlevy 1976)
- Unohtumattomat (Finnlevy 1979)
- 20 suosikkia – tango merellä (Fazer Records 1996)
- 20 suosikkia – muistojeni ruusut (Warner Music Finland 2001)
- Nostalgia (Warner Music Finland 2006)
- 30 suosikkia – Tähtisarja (Warner Music Finland 2009)
- Tangolaulaja (Valitut Palat 2017)